# Jorge Solari
Jorge Raúl Solari, mais conhecido como Jorge Solari (Buenos Aires, 11 de novembro de 1941), é um treinador e ex-futebolista argentino que atuava como meio-campo. Atualmente, está sem clube.

## Carreira
Conhecido como El Índio ("O Índio"), por causa de sua aparência indígena, se destacou no River Plate, onde atuou de 1964 a 1969. atuou também pelo Newell's e Vélez Sársfield. encerrando a carreira em 1970, no Estudiantes. Voltaria aos gramados um ano depois, no Torreón, deixando os gramados em definitivo em 1972.
Após se aposentar como jogador, Solari treinou diversas equipes, entre elas Rosario Central, Independiente e Almagro. Comandou também a Arábia Saudita na Copa de 1994.
Solari não teve um desempenho grandioso na Seleção Argentina, onde estreou em 1966, tendo disputado a Copa do Mundo daquele ano. Após a não classificação dos Hermanos para o Mundial do México, El Índio aposentou a camisa azul e branca em 1969.
El Índio é irmão do também ex-jogador Eduardo Solari, e é tio de três atletas: Santiago, Esteban e David, e também é o tio da modelo Liz Solari.